# Britanska Formula 1 sezona 1980
Britanska Formula 1 sezona 1980 je bila tretja sezona britanskega prvenstva Formule 1, ki je potekalo med 4. aprilom in 5. oktobrom 1980.

## Rezultati

### Dirke
| Št | Dirka                          | Dirkališče   | Datum         | Zmag. dirkač      | Zmag. dirkalnik |
| -- | ------------------------------ | ------------ | ------------- | ----------------- | --------------- |
| 1  | International Gold Cup         | Oulton Park  | 4. april      | Guy Edwards       | Arrows A1       |
| 2  | Evening News Trophy            | Brands Hatch | 7. april      | Desiré Wilson     | Wolf WR4        |
| 3  | International Trophy           | Silverstone  | 20. april     | Eliseo Salazar    | Williams FW07   |
| 4  | Sun Trophy                     | Mallory Park | 5. maj        | Emilio de Villota | Williams FW07   |
| 5  | Rivet Supply Trophy            | Thruxton     | 26. maj       | Eliseo Salazar    | Williams FW07   |
| 6  | Monza Lottery Grand Prix       | Monza        | 29. junij     | Emilio de Villota | Williams FW07   |
| 7  | ATV Trophy                     | Mallory Park | 27. julij     | Emilio de Villota | Williams FW07   |
| 8  | Anglia TV Trophy               | Snetterton   | 10. avgust    | Guy Edwards       | Arrows A1       |
| 9  | Pace Petroleum Trophy          | Brands Hatch | 25. avgust    | Emilio de Villota | Williams FW07   |
| 10 | Radio Victory Trophy           | Thruxton     | 7. september  | Eliseo Salazar    | Williams FW07   |
| 11 | Daily Express Formula 1 Trophy | Oulton Park  | 20. september | Jim Crawford      | Chevron B45     |
| 12 | Pentax Trophy                  | Silverstone  | 5. oktober    | Emilio de Villota | Williams FW07   |